# Copa El País
La Copa El País (nota anche come Campeonato de Clubes Campeones del Interior e, dal 2004, Copa Nacional de Clubes) è il massimo torneo calcistico per i club amatoriali militanti nelle ligas regionali dell'Uruguay, cioè i campionati organizzati nei dipartimenti del Paese, escluso quello di Montevideo.
Organizzato dall'OFI (Organización del Fútbol del Interior, la federazione che appunto si occupa del calcio dell'Interior, cioè la parte dell'Uruguay esterna al dipartimento della capitale), prende il nome dal quotidiano di Montevideo "El País", che ha donato il trofeo per il vincitore e per il quale lavorava colui che ideò il torneo, il giornalista Efraín Martínez Fajardo.
L'ultima edizione è stata vinta dal Nacional di Nueva Helvecia (dipartimento di Colonia), che ha battuto in finale il Melo Wanderers.

## Evoluzione
Nato nel 1965 in risposta all'esigenza di un torneo che riunisse tutti i club dell'Interior, era in un primo tempo riservato a una sola squadra per ogni dipartimento e al campione in carica. L'unica eccezione era prevista per il dipartimento di Colonia, al quale, per la grande quantità delle ligas ivi giocate, erano assegnati più posti.
Nel 1993 fu disposta l'assegnazione di 3 posti a dipartimento (salvo eccezioni, come quelle del 1995 e del 1996, quando partecipò solo una squadra per ogni dipartimento), ma a partire dal 2001 il numero di posti è stato progressivamente aumentato, tanto da scaturire polemiche tra gli appassionati uruguaiani, molti dei quali timorosi di un abbassamento del livello del gioco.
Nel 1993, 1994 e 1996 le migliori squadre della Copa El País si classificarono al Torneo Nacional de Uruguay, affrontando squadre del campionato di calcio uruguaiano: in palio c'era la qualificazione alla Liguilla Pre-Libertadores de América. Nel 1995 e nel 1997, invece, le finaliste della Copa El País si classificarono direttamente alla Liguilla: proprio nel 1995 il Porongos (che aveva anche vinto la Copa El País) riuscì, grazie a tale formula, a qualificarsi, prima volta per una squadra uruguaiana dell'Interior, a un torneo ufficiale della CONMEBOL, la Copa CONMEBOL '96.
Tra il 1998 e il 2000 la manifestazione è stata messa in secondo piano per l'istituzione del Torneo Mayor, con il quale si voleva creare una sorta di "super-lega" con le migliori 8 squadre della Copa El País dell'anno prima: divise in due gironi da 4, le prime due di ogni girone venivano promosse in semifinale e soprattutto conservavano il diritto di restare nel Torneo Mayor; le due eliminate scendevano in Copa El País, sostituite da altre 4 (le semifinaliste) ogni stagione.

La scarsa presa del Torneo Mayor (di fronte invece alla grande popolarità della Copa El País) ha fatto sì che già dopo 3 edizioni l'OFI ne decretasse l'abolizione e il ritorno della Copa El País al rango di prima competizione per club dell'Interior.

## Formula attuale
La formula dell'edizione 2010 prevede 50 squadre al via, divise in 14 gironi all'italiana da 2 squadre e altri 2 da 4, che si affrontano in gare di andata e ritorno. Le prime due classificate di ogni girone accedono ai sedicesimi di finale: da qui alla finale gare di andata e ritorno a eliminazione diretta.
L'edizione 2020 non è stata disputata a causa della pandemia di COVID-19.

## Albo d'oro
| Anno | Campione            | Dipartimento   |
| ---- | ------------------- | -------------- |
| 1965 | Atenas              | Maldonado      |
| 1966 | Salto Uruguay       | Salto          |
| 1967 | Universal           | San José       |
| 1968 | Universal           | San José       |
| 1969 | Independiente       | Flores         |
| 1970 | San Eugenio         | Artigas        |
| 1971 | Treinta y Tres      | Treinta y Tres |
| 1972 | Estudiantil         | Paysandú       |
| 1973 | Estudiantil         | Paysandú       |
| 1974 | Estudiantil         | Paysandú       |
| 1975 | Atenas              | Maldonado      |
| 1976 | Atenas              | Maldonado      |
| 1977 | Bella Vista         | Paysandú       |
| 1978 | non terminato       | -              |
| 1979 | 18 de Julio         | Salto          |
| 1980 | River Plate         | Florida        |
| 1981 | Defensor            | Maldonado      |
| 1982 | 18 de Julio         | Salto          |
| 1983 | 18 de Julio         | Salto          |
| 1984 | Independencia       | Paysandú       |
| 1985 | Quilmes             | Florida        |
| 1986 | Estudiantil         | Paysandú       |
| 1987 | Palermo             | Rocha          |
| 1988 | Porongos            | Flores         |
| 1989 | Palermo             | Rocha          |
| 1990 | Río Negro           | San José       |
| 1991 | Fritsa              | Tacuarembó     |
| 1992 | Punta del Este      | Maldonado      |
| 1993 | Artigas             | Cerro Largo    |
| 1994 | Porongos            | Flores         |
| 1995 | Porongos            | Flores         |
| 1996 | non terminato       | -              |
| 1997 | Punta del Este      | Maldonado      |
| 1998 | Libertad            | Maldonado      |
| 1999 | San Carlos          | Maldonado      |
| 2000 | Ituzaingó           | Maldonado      |
| 2001 | Atenas              | Maldonado      |
| 2002 | Florida             | Florida        |
| 2003 | Wanderers           | Artigas        |
| 2004 | Wanderers           | Artigas        |
| 2005 | Wanderers           | Artigas        |
| 2006 | Libertad            | Maldonado      |
| 2007 | San Jacinto         | Canelones      |
| 2008 | Atlético Fernandino | Maldonado      |
| 2009 | Ferro Carril        | Salto          |
| 2010 | Nacional            | Colonia        |
| 2011 | Ferro Carril        | Salto          |
| 2012 | Central             | San José       |
| 2013 | San Carlos          | Maldonado      |
| 2014 | Central             | San José       |
| 2015 | Wanderers Artigas   | Artigas        |
| 2016 | 18 de Julio         | Paysandú       |
| 2017 | Central             | San José       |
| 2018 | Bella Vista         | Paysandú       |
| 2019 | Lavalleja           | Lavalleja      |
| 2020 | non disputato       | -              |
| 2021 | Central             | San José       |
| 2022 | Central             | San José       |
| 2023 | Universitario       | Salto          |
| 2024 | Porongos            | Flores         |